# Barbelló (anatomia)

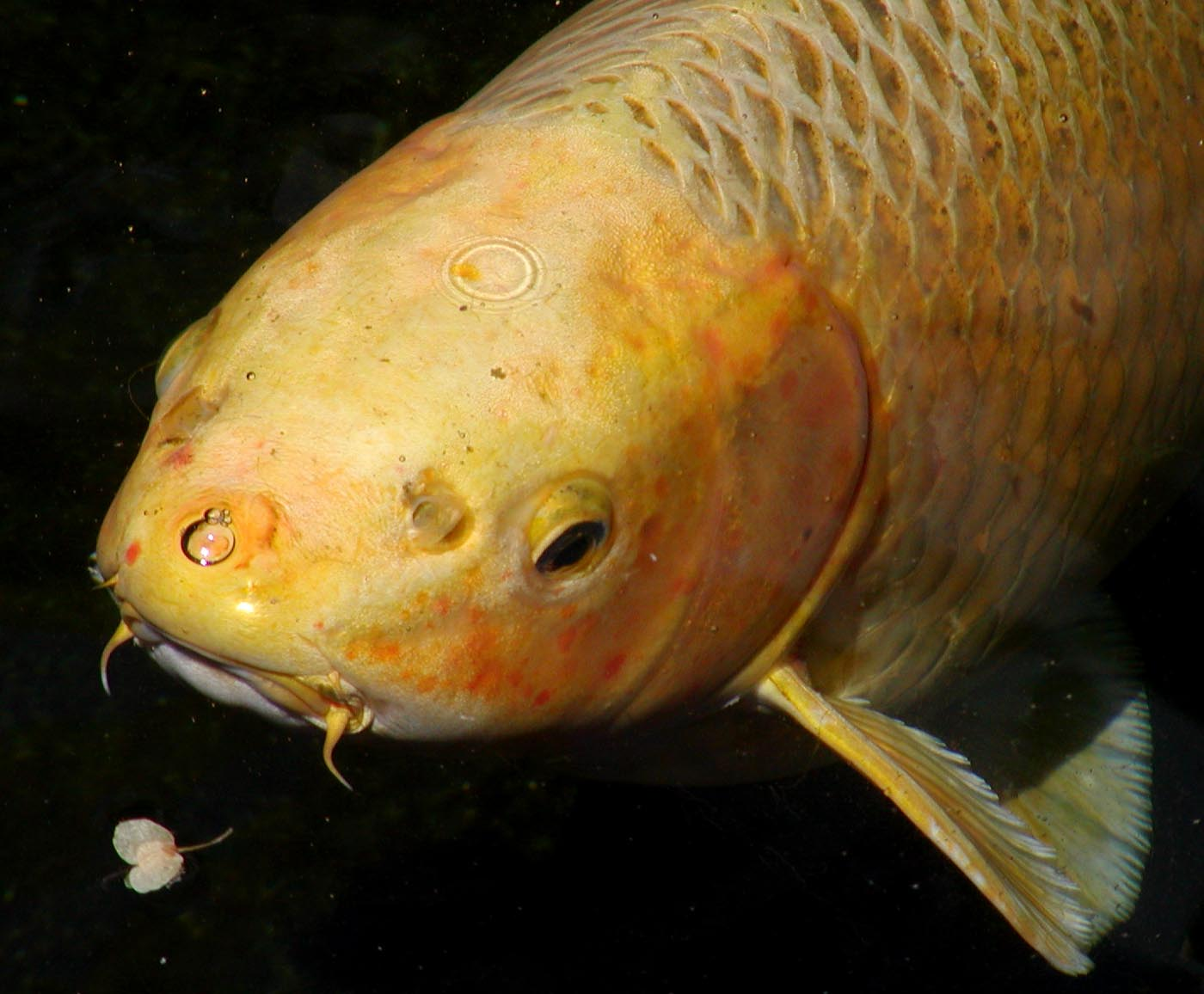
Carpa koi amb dos parells de barbellons; el segon parell són més petits.

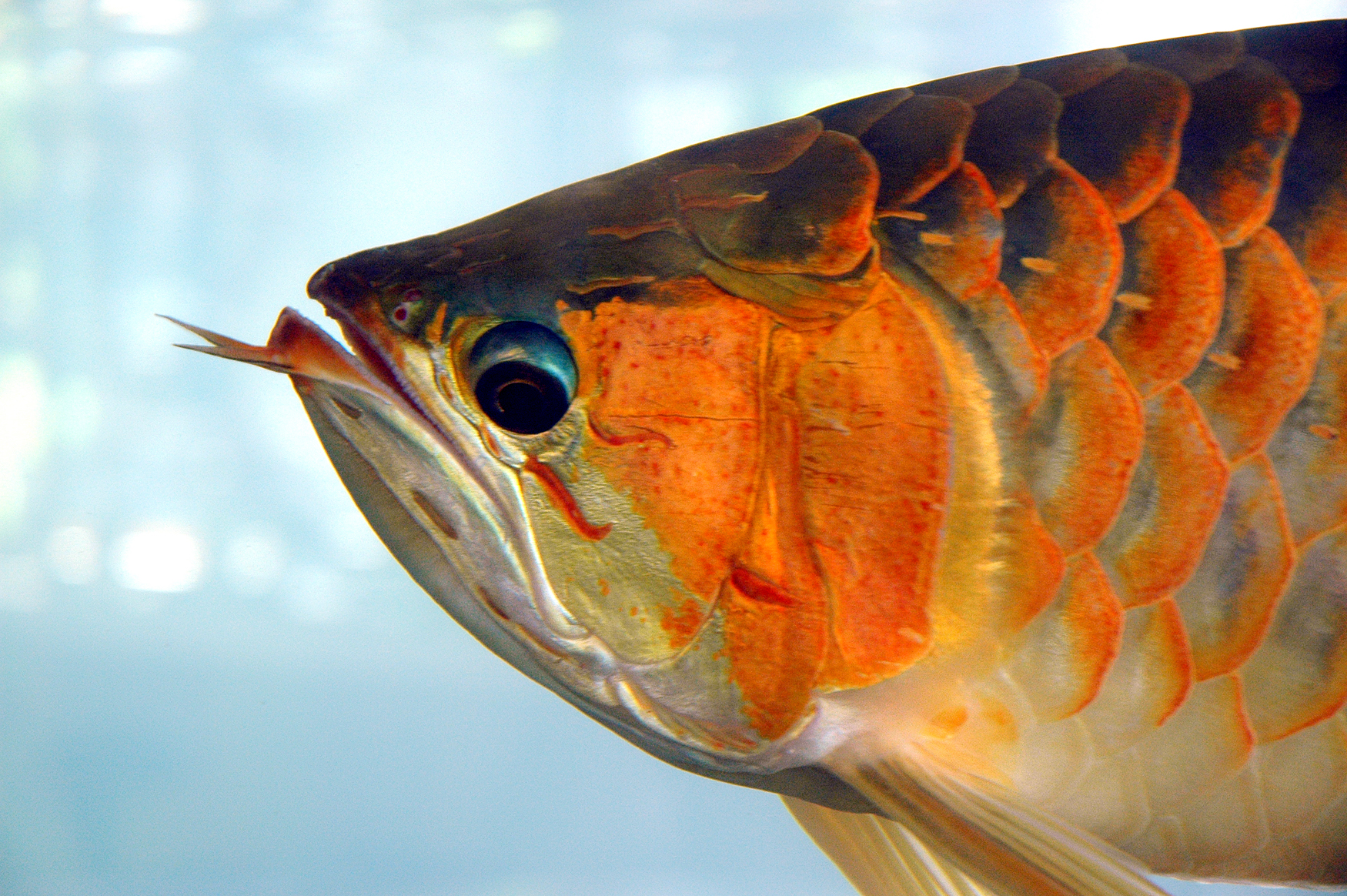
Arowana asiàtic, amb barbellons grossos i protuberants.

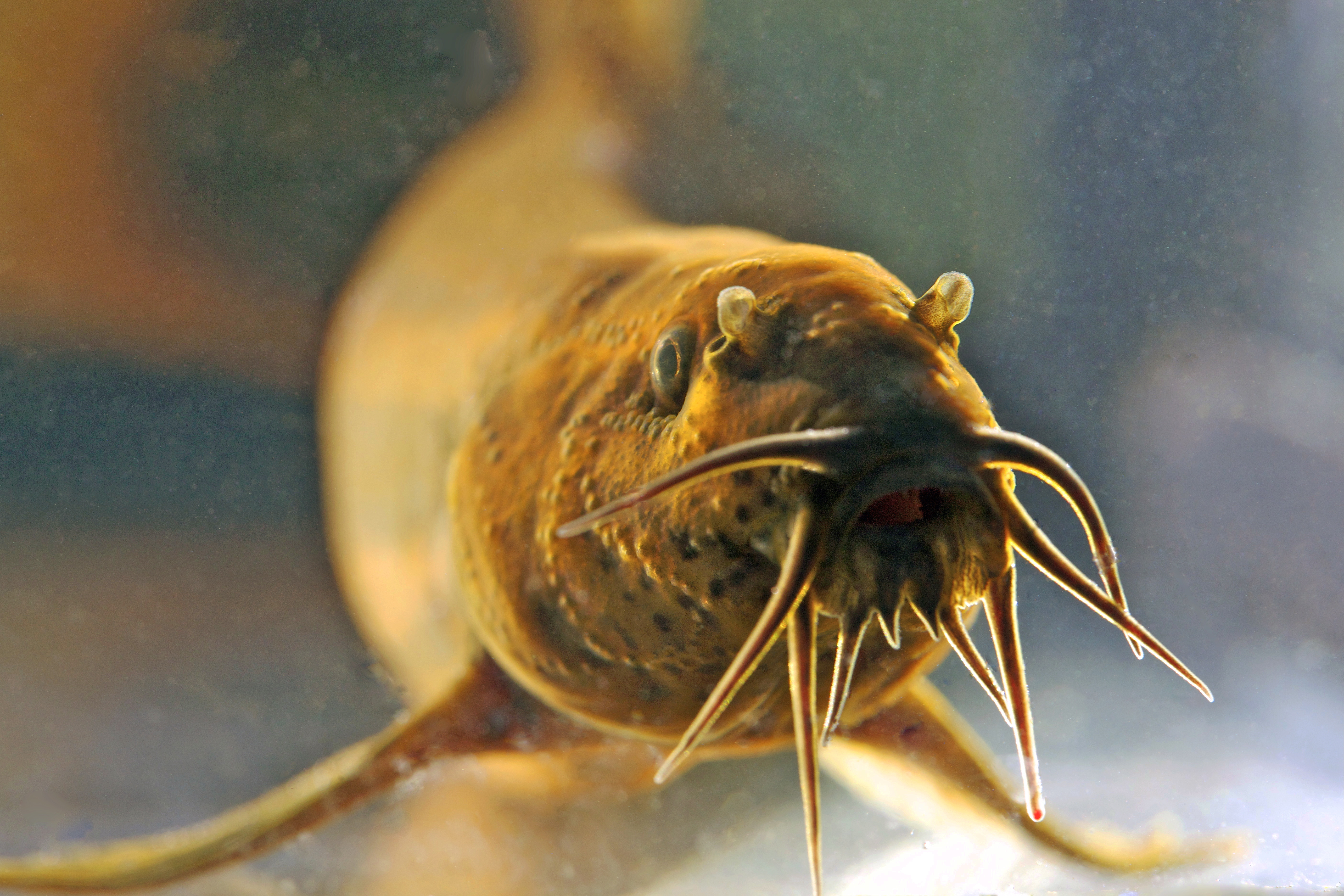
Barbellons d'un peix de l'espècie Misgurnus fossilis.

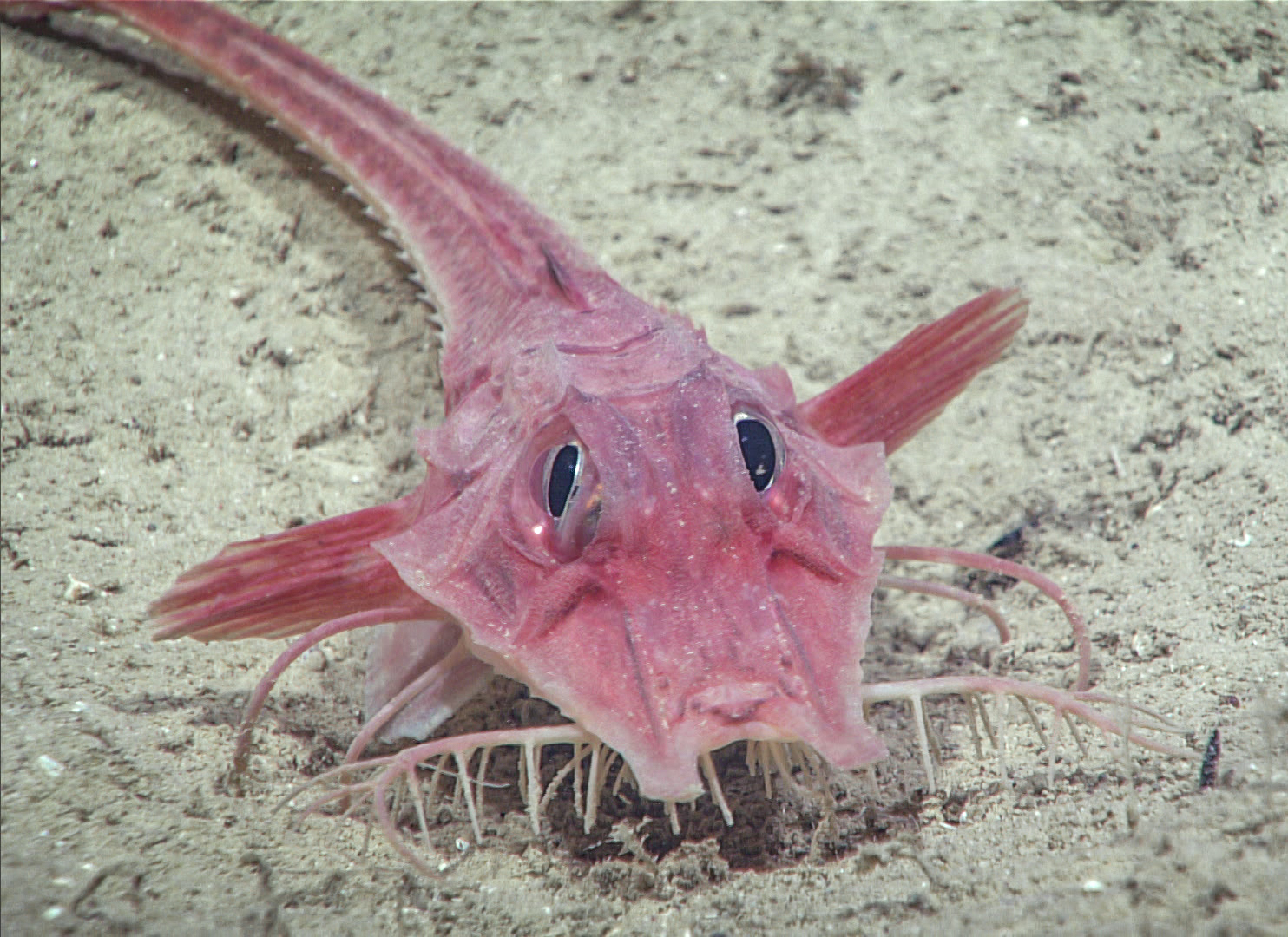
Exemplar de tríglid amb els seus barbellons complexos.

El barbelló d'un peix és un òrgan sensorial tàctil i filamentós que se situa prop de la boca, o bé sota el maxil·lar inferior o bé sobre el musell. Segons el lloc on es troben es denominen:
- maxil·lars, a cada costat de la boca.
- nasals, que s'estenen a partir dels narius.
- mentonians, en el mentó o barbeta.

Els peixos amb barbellons pertanyen als ordres Siluriformes, Cyprinidae (carpes), Mullidae i algunes espècies de Selachimorpha (taurons). S'hi troba el seny corporal del gust d'aquests peixos i l'usen per a orientar-se i cercar aliment en aigües fosques.

## Morfologia
Els barbellons comencen a desenvolupar-se durant les etapes de vida embrionària, larvària o juvenil de la majoria de les espècies en què estan presents. Poden prendre la forma de petites protuberàncies carnoses o de prolongacions llargues i cilíndriques del cap d'un peix. Les cilíndriques es creen sobre un sistema de suport intern que es pot formar a partir de teixit ossificat o de teixit connectiu cartilaginós que proporciona una base perquè els vasos sanguinis i els nervis mielinitzats l'embolcallin, units a la dermis.
El teixit muscular a la regió central del barbelló permet a l'estructura un moviment limitat que ajuda a la manipulació de les preses. A l'epidermis, les papil·les gustatives es troben a les papil·les dèrmiques, petites crestes de pell plegada que augmenten la superfície d'aquesta i el nombre total de papil·les que es poden concentrar al barbelló. Les concentracions de papil·les gustatives varien d'una espècie a una altra; els Ameiurus en tenen 25 per mil·límetre quadrat de pell de barbelló.

## Funció
En la majoria de les espècies de peixos, els barbellons s'utilitzen per ajudar a l'adquisició d'aliments en masses d'aigua que tenen poca visibilitat a causa de condicions de poca llum o aigües tèrboles. Els receptors del gust són capaços de detectar enzims a l'aigua i ajudar els peixos a identificar si prové d'una possible font d'aliment o de possibles fonts de perill. Els Coryphaenoides armatus de la zona abissal posseeixen un petit barbelló de mandíbula que utilitzen per cercar el fons marí per menjar carronya.
Els Upeneus tragula desenvolupen barbellons com a resposta a la disponibilitat d'aliments. Quan se'ls deixa sense menjar durant dos dies en un laboratori, desenvolupen grans barbellons en comparació amb els desenvolupats per aquells que van ser alimentats de manera constant. Aquests barbellons de mida gran ajuden l'organisme a capturar preses i a competir contra altres individus. Tanmateix, els individus que van desenvolupar grans barbellons també van experimentar una disminució de la taxa de creixement.
A l'espècie Triportheus signatus s'ha trobat que els individus desenvolupen barbellons en l'etapa tardana de la seva vida com a resposta a un baix nivell d'oxigen dissolt als tolls que queden després que les aigües d'una inundació retrocedeixin quan acaba l'estació de pluges. Aquestes estructures estan més vascularitzades que els barbellons d'altres espècies de peixos per ajudar a l'intercanvi de gasos en condicions de baixos nivells d'oxigen i a dirigir més flux d'aigua sobre les brànquies.